# NT백업
NT백업(NTBackup)은 마이크로소프트 윈도우에 내장된 백업 유틸리티로 1997년에 윈도우 NT에 처음 도입되었으며, 그 뒤에 윈도우 서버 2003, 윈도우 2000, 윈도우 XP에도 포함되었다. BKF라는 사유 파일 형식을 사용하여 파일을 백업한다.
윈도우 XP 이후의 NT백업은 뒤에 볼륨 섀도 복사본(VSS)의 지원을 포함하기에 잠긴 파일을 백업할 수 있다. 윈도우 XP 홈 에디션의 경우, NT백업은 기본으로 설치되지 않지만 윈도우 XP 설치 디스크를 통해 설치하여 사용할 수 있다.
윈도우 비스타 이후 운영 체제에서, NT백업은 가상 하드 디스크(VHD) 파일 포맷을 사용하는 윈도우 백업으로 대체되었다. 더 오래된 백업을 불러오기 위해, 마이크로소프트는 BKF 파일만 읽을 수 있는 NT백업 복원 유틸리티를 사용할 수 있게 해 놓았다.

## 참조
- 마이크로소프트의 백업 기본
- NT백업의 사용을 돕는 토론과 정보